# Giuseppe Sagarriga Visconti
Giuseppe Maria Donato Sagarriga Visconti (Bari, 18 giugno 1826 – Bari, 3 marzo 1897) è stato un avvocato, imprenditore e politico italiano.

## Biografia
Laureato a Bari, avvocato del ramo civile, nella stessa città è stato consigliere comunale e provinciale ed assessore. Ha diretto la sede locale del Banco di Napoli e fondato la Società di navigazione Puglia. Deputato per tre legislature, senatore a vita dal 1892.